# Six Star General
Rock'n Roll Gypsies je třetí studiové album skupiny Vinegar Joe, které bylo vydáno v roce 1973 v hudebním vydavatelství Island Records.

## Seznam stop
1. Proud To Be (A Honky Woman) 4:33
2. Food For Thought 3:45
3. Dream My Own Dreams 3:16
4. Lady Of The Rain 3:53
5. Stay True To Yourself 4:00
6. Black Smoke Rising From The Calumet 6:15
7. Giving Yourself Away 4:05
8. Talkin' 'Bout My Baby 4:00
9. Let Me Down Easy 3:25
10. Fine Thing 3:45